# Michelle Wild

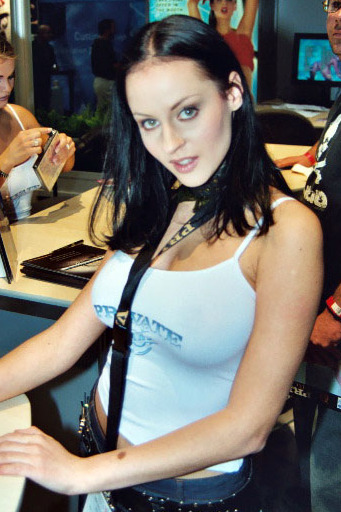
Michelle Wild (2003)

Michelle Wild (* 16. Januar 1980 in Sátoraljaújhely, Ungarn; mit bürgerlichem Namen Katalin Vad) ist eine ungarische ehemalige Pornodarstellerin und Schauspielerin.

## Leben und Karriere
Michelle Wild arbeitete als Telefonsex-Girl und Stripperin, als sie mit der Pornoindustrie in Berührung kam. Im Jahr 2001 drehte sie ihren ersten Film und erlangte innerhalb kurzer Zeit große Bekanntheit, besonders in Ungarn. 2004 beendete sie ihre Laufbahn. 
Auf dem Brüsseler Erotic-Festival gewann sie 2003 den Best actress award als beste Schauspielerin, im gleichen Jahr wurde sie mit dem Venus Award als beste ungarische Schauspielerin ausgezeichnet.
Wild hat eine Tochter (* 2004).
Später spielte sie eine kleine Nebenrolle als Krankenschwester in der ungarischen Seifenoper Jóban-Rosszban (Gute Zeiten, schlechte Zeiten), die wochentags vom ungarischen Privatsender TV2 ausgestrahlt wird.

## Auszeichnungen
- 2003: Venus Award als Beste ungarische Schauspielerin
- 2003: Ninfa Award als Mejor Actriz de reparto (Beste Nebendarstellerin) in Hot Rats
- 2004: AVN Award für Best Tease Performance in Crack her Jack 1
- 2004: Europäischer X Award als Beste Schauspielerin Deutschland

## Filmografie (Zeitraum: 2001–2009)
• Private Media Group
| Titel                            | Label                 | Erscheinungsjahr |
| -------------------------------- | --------------------- | ---------------- |
| Brides and Bitches               | Black Label           | 2001             |
| Eternal Love                     | Black Label           | 2001             |
| Lust Tango in Paris              | Black Label           | 2001             |
| D.N.A.                           | Black Label           | 2002             |
| Guns and Rough Sex               | Black Label           | 2002             |
| Intrigue and Pleasure            | Black Label           | 2001             |
| Love Is in the Web               | Black Label           | 2002             |
| Love Story                       | Black Label           | 2002             |
| Private Café                     | Black Label           | 2003             |
| Sex Secrets of the Paparazzi     | Black Label           | 2003             |
| Devil Deep Inside                | Black Label           | 2003             |
| Private Life of Dora Venter      | Life of ...           | 2003             |
| Private Life of Michelle Wild    | Life of ...           | 2003             |
| Private Life of Sandra Iron      | Life of ...           | 2004             |
| Private Life of Mercedes         | Life of ...           | 2004             |
| Private Life of Cristina Bella   | Life of ...           | 2005             |
| Just Do It to Me                 | Reality               | 2001             |
| Pure Pleasure                    | Reality               | 2001             |
| Sexy Temptation                  | Reality               | 2001             |
| Click Here to Enter              | Reality               | 2002             |
| Dangerous Games                  | Reality               | 2002             |
| Dangerous Girls                  | Reality               | 2002             |
| Do Not Disturb                   | Reality               | 2002             |
| Ladder of Love                   | Reality               | 2002             |
| Singularity                      | Reality               | 2002             |
| Summer Love                      | Reality               | 2002             |
| Wild Adventures                  | Reality               | 2002             |
| Anal Desires                     | Reality               | 2003             |
| Explosive Women                  | Reality               | 2003             |
| Girls of Desire                  | Reality               | 2003             |
| Never Say No                     | Reality               | 2003             |
| More Than Sex                    | Reality               | 2003             |
| Splendor of Hell                 | Pirate Deluxe         | 2001             |
| Eternal Ecstasy                  | Pirate Deluxe         | 2001             |
| Fetish Obsession                 | Pirate Deluxe         | 2001             |
| Colette's Kinky Desires          | Pirate Fetish Machine | 2001             |
| Fetish Recall                    | Pirate Fetish Machine | 2003             |
| Dominatrix Sex Gambit            | Pirate Fetish Machine | 2001             |
| Fetish and Magic                 | Pirate Fetish Machine | 2001             |
| Sex Terminators                  | Pirate Fetish Machine | 2002             |
| Sex in a Frame                   | Pirate Fetish Machine | 2002             |
| Funky Fetish Horror Show         | Pirate Fetish Machine | 2002             |
| Fetish Academy                   | Pirate Fetish Machine | 2002             |
| No Job No Blow                   | Pirate Fetish Machine | 2003             |
| The Splendor of Hell             | PirateVideoDeLuxe     | 2001             |
| Fetish Obsession                 | PirateVideoDeLuxe     | 2001             |
| Eternal Ecstasy                  | PirateVideoDeLuxe     | 2001             |
| Lesbian Sex                      | The Best by Private   | 2002             |
| Chicks & Big Dicks               | The Best by Private   | 2003             |
| 3 × 1: Three Girls on One Guy    | The Best by Private   | 2002             |
| Private’s Most Beautiful Breasts | The Best by Private   | 2003             |
| Dripping Wet Lesbian Pussy       | The Best by Private   | 2009             |
| 24 Karat                         | -                     | 2002             |

• Sonstige Titel anderer Unternehmen
| Titel                                           | Erscheinungsjahr |
| ----------------------------------------------- | ---------------- |
| Barely Legal 29                                 | 2002             |
| 110% Natural 4                                  | 2002             |
| Crack Her Jack 1                                | 2003             |
| Euro Girls Never Say No                         | 2003             |
| Jött egy busz...                                | 2003             |
| Euroglam Budapest 1: Wanda Curtis               | 2003             |
| Big Natural Tits 9                              | 2003             |
| Crazy Bullets                                   | 2003             |
| Cum Dumpsters 3                                 | 2003             |
| Euroglam 4: An American in Europe Final Chapter | 2003             |
| Fresh Meat 17                                   | 2003             |
| Double Penetration                              | 2004             |
| Rom-Mánia                                       | 2004             |
| Big Natural Breasts 3                           | 2004             |
| Hot Rats                                        | 2004             |
| Measure for Measure                             | 2004             |
| Slam It! In Every Hole                          | 2004             |
| Wife, Lover, Whore                              | 2004             |
| Sex Ambassador                                  | 2004             |